# تيوفيمو لوبيز
تيوفيمو لوبيز (بالإسبانية: Teófimo Lópes)‏ (مواليد 30 يوليو 1997) هو ملاكم هندوراسي، مثّل بلاده في الألعاب الأولمبية الصيفية 2016.

## روابط خارجية
تيوفيمو لوبيز على موقع بوكس ريك (الإنجليزية) (registration required)
- تيوفيمو لوبيز على موقع اللجنة الأولمبية الدولية (الإنجليزية)
- تيوفيمو لوبيز على موقع أوليمبيديا (الإنجليزية)